# 紐約號戰艦
紐約號戰艦（舷號BB-34）是一艘隸屬於美國海軍的戰艦，為紐約級戰艦的首艦。她是美軍第五艘以紐約州為名的軍艦。
紐約號在1911年於布魯克林造船廠建造，於1912年下水，在1914年服役。接著紐約號支援美國在坦皮科事件後入侵韋拉克魯斯。美國參與第一次世界大戰後，紐約號被派到英國海域，加入英國本土艦隊，主要負責護航任務。
戰後紐約號恢復日常訓練，並參與多次艦隊解難演習（Fleet Problems），又曾在1925年進行現代化改建。1941年美國參與第二次世界大戰前，紐約號已參與到歐洲的中立巡航任務，掩護商船前往英國。美國對日宣戰後，紐約號曾在北非戰役中負責炮火支援，但大部分時間均在北大西洋及地中海進行護航。1945年紐約號調到太平洋艦隊，並先後參與硫磺島戰役及沖繩戰役，期間曾遭神風特攻隊自殺飛機擊中。戰後紐約號參與魔毯行動（Operation Magic Carpet），運載美軍返國。1946年7月紐約號被編入十字路口行動核試的靶艦，雖在兩次核試中損傷輕微，卻遭到嚴重的輻射污染。同年8月紐約號退役，並在1948年7月被海軍用作靶艦擊沉。
紐約號在二戰共獲得三枚戰鬥之星。